# Tanča Gora
Tanča Gora este o localitate din comuna Črnomelj, Slovenia, cu o populație de 190 de locuitori.